# Albert (postać literacka)
Albert – bohater powieści Andrzeja Szczypiorskiego Msza za miasto Arras.
Jest to starzec, zakonnik, przewodniczący miasta Arras, uznający wyłącznie zwierzchność biskupa Dawida, a poza tym dzierżący w mieście niepodzielną władzę. Jest manipulantem, udało mu się zaangażować do rady prostych, nieznających się na niczym ludzi, którzy pomagają mu realizować jego prywatne plany.
Poprzez swoje rządy doprowadził do wielu niesnasek, nienawiści, prześladowań Żydów, niesprawiedliwych procesów o domniemane herezje.
Umarł w momencie przyjazdu biskupa Dawida do miasta.